# Mornico al Serio
Mornico al Serio – miejscowość i gmina we Włoszech, w regionie Lombardia, w prowincji Bergamo.
Według danych na styczeń 2009 gminę zamieszkiwały 2833 osoby przy gęstości zaludnienia 410,6 os./1 km².